# Campeonato Sudamericano Sub-17 de 2001
El Campeonato Sudamericano Sub-17 de 2001 se llevó a cabo en Perú, entre el 2 y el 18 de marzo de 2001. La selección de Brasil finalmente se consagró campeona del torneo y aseguró, junto con Argentina y Paraguay, los pasajes a la Copa Mundial de Fútbol Sub-17 de 2001 realizada en Trinidad y Tobago.

## Participantes
Participaron en el torneo los equipos representativos de las 10 asociaciones nacionales afiliadas a la Confederación Sudamericana de Fútbol:
| Equipos participantes | Equipos participantes | Equipos participantes | Equipos participantes | Equipos participantes |
| --------------------- | --------------------- | --------------------- | --------------------- | --------------------- |
| Argentina             | Bolivia               | Brasil                | Chile                 | Colombia              |
| Ecuador               | Paraguay              | Perú                  | Uruguay               | Venezuela             |

## Sedes
| Arequipa | Arequipa                      | Arequipa               |
| Arequipa | Estadio Munumental de la UNSA | Estadio Mariano Melgar |
| Arequipa | Capacidad: 53 000             | Capacidad: 15 000      |
| Arequipa |                               |                        |

## Primera fase
Los 10 equipos participantes en la primera ronda se dividieron en 2 grupos de 5 equipos cada uno. Luego de una liguilla simple (a una sola rueda de partidos), pasaron a segunda ronda los equipos que ocuparon las posiciones primera y segunda de cada grupo.

### Grupo A
| Equipo    | Pts | PJ | PG | PE | PP | GF | GC |
| --------- | --- | -- | -- | -- | -- | -- | -- |
| Argentina | 7   | 4  | 2  | 1  | 1  | 6  | 4  |
| Venezuela | 7   | 4  | 2  | 1  | 1  | 9  | 10 |
| Uruguay   | 6   | 4  | 2  | 0  | 2  | 8  | 7  |
| Perú      | 4   | 4  | 1  | 1  | 2  | 8  | 8  |
| Ecuador   | 4   | 4  | 1  | 1  | 2  | 6  | 8  |

| 2 de marzo de 2001  |     |           |          |  |
| Perú                | 1:1 | Argentina | Arequipa |  |
| Uruguay             | 2:3 | Venezuela | Arequipa |  |
| 4 de marzo de 2001  |     |           |          |  |
| Argentina           | 2:0 | Ecuador   | Arequipa |  |
| Perú                | 1:2 | Uruguay   | Arequipa |  |
| 6 de marzo de 2001  |     |           |          |  |
| Argentina           | 2:1 | Uruguay   | Arequipa |  |
| Venezuela           | 2:2 | Ecuador   | Arequipa |  |
| 8 de marzo de 2001  |     |           |          |  |
| Uruguay             | 3:1 | Ecuador   | Arequipa |  |
| Venezuela           | 2:5 | Perú      | Arequipa |  |
| 10 de marzo de 2001 |     |           |          |  |
| Argentina           | 1:2 | Venezuela | Arequipa |  |
| Perú                | 1:3 | Ecuador   | Arequipa |  |

### Grupo B
| Equipo   | Pts | PJ | PG | PE | PP | GF | GC |
| -------- | --- | -- | -- | -- | -- | -- | -- |
| Brasil   | 8   | 4  | 2  | 2  | 0  | 13 | 5  |
| Paraguay | 8   | 4  | 2  | 2  | 0  | 12 | 8  |
| Colombia | 7   | 4  | 2  | 1  | 1  | 7  | 7  |
| Bolivia  | 3   | 4  | 1  | 0  | 3  | 7  | 15 |
| Chile    | 1   | 4  | 0  | 1  | 3  | 9  | 13 |

| 3 de marzo de 2001  |     |          |          |  |
| Brasil              | 4:0 | Colombia | Arequipa |  |
| Chile               | 3:5 | Bolivia  | Arequipa |  |
| 5 de marzo de 2001  |     |          |          |  |
| Bolivia             | 1:4 | Paraguay | Arequipa |  |
| Chile               | 3:3 | Brasil   | Arequipa |  |
| 7 de marzo de 2001  |     |          |          |  |
| Paraguay            | 4:3 | Chile    | Arequipa |  |
| Bolivia             | 1:4 | Colombia | Arequipa |  |
| 9 de marzo de 2001  |     |          |          |  |
| Colombia            | 1:0 | Chile    | Arequipa |  |
| Brasil              | 2:2 | Paraguay | Arequipa |  |
| 11 de marzo de 2001 |     |          |          |  |
| Colombia            | 2:2 | Paraguay | Arequipa |  |
| Brasil              | 4:0 | Bolivia  | Arequipa |  |

## Fase final
La ronda final se disputó con el mismo sistema de juego de todos contra todos por los cuatro equipos clasificados de la primera ronda.
| Equipo    | Pts | PJ | PG | PE | PP | GF | GC |
| --------- | --- | -- | -- | -- | -- | -- | -- |
| Brasil    | 7   | 3  | 2  | 1  | 0  | 5  | 0  |
| Argentina | 6   | 3  | 2  | 0  | 1  | 6  | 4  |
| Paraguay  | 2   | 3  | 0  | 2  | 1  | 3  | 4  |
| Venezuela | 1   | 3  | 0  | 1  | 2  | 1  | 7  |

| 14 de marzo de 2001 |     |           |          |  |
| Argentina           | 3:2 | Paraguay  | Arequipa |  |
| Brasil              | 3:0 | Venezuela | Arequipa |  |
| 16 de marzo de 2001 |     |           |          |  |
| Brasil              | 0:0 | Paraguay  | Arequipa |  |
| Argentina           | 3:0 | Venezuela | Arequipa |  |
| 18 de marzo de 2001 |     |           |          |  |
| Venezuela           | 1:1 | Paraguay  | Arequipa |  |
| Brasil              | 2:0 | Argentina | Arequipa |  |

|                           |
| Bandera de Brasil         |
| Campeón Brasil 6.º título |

## Cuadro Final 2001
|    | Selección | Pts. | PJ | PG | PE | PP | GF | GC | Dif. |
| 1  | Brasil    | 15   | 7  | 4  | 3  | 0  | 18 | 5  | 13   |
| 2  | Argentina | 13   | 7  | 4  | 1  | 2  | 12 | 8  | 4    |
| 3  | Paraguay  | 10   | 7  | 2  | 4  | 1  | 15 | 12 | 3    |
| 4  | Venezuela | 8    | 7  | 2  | 2  | 3  | 10 | 17 | -7   |
| 5  | Colombia  | 7    | 4  | 2  | 1  | 1  | 7  | 7  | 0    |
| 6  | Uruguay   | 6    | 4  | 2  | 0  | 2  | 8  | 7  | 1    |
| 7  | Perú      | 4    | 4  | 1  | 1  | 2  | 8  | 8  | 0    |
| 8  | Ecuador   | 4    | 4  | 1  | 1  | 2  | 6  | 8  | -2   |
| 9  | Bolivia   | 3    | 4  | 1  | 0  | 3  | 7  | 15 | -8   |
| 10 | Chile     | 1    | 4  | 0  | 1  | 3  | 9  | 13 | -4   |

## Clasificados al Mundial Sub-17 Trinidad y Tobago 2001
| Brasil | Argentina | Paraguay |
| ------ | --------- | -------- |